# 卡薩布蘭卡 (智利)

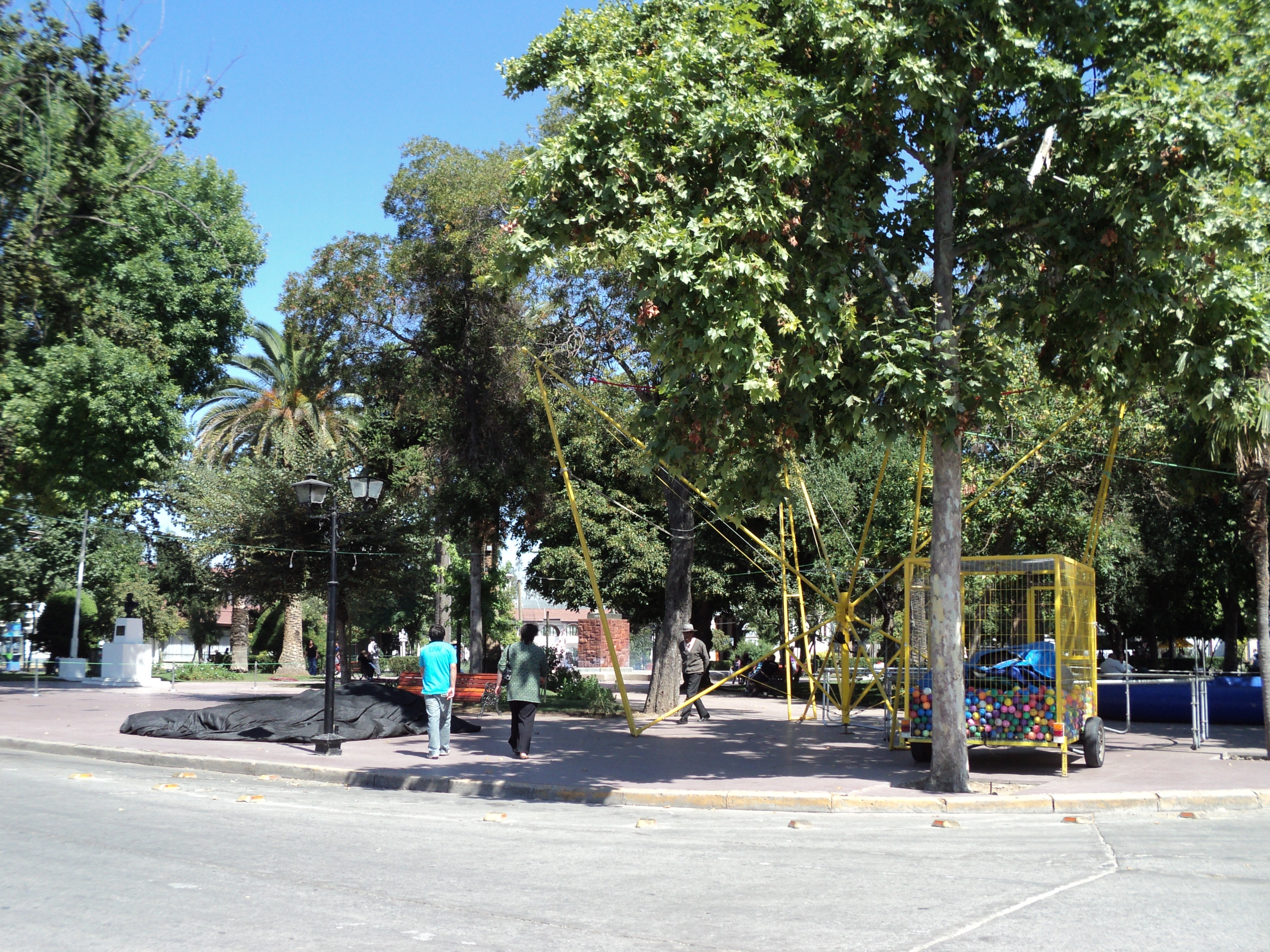

卡薩布蘭卡（西班牙語：Casablanca）是智利的城市，位於該國中部瓦爾帕萊索大區的瓦爾帕萊索省，始建於1753年，面積952.5平方公里，海拔高度293米，2012年人口24,537人，人口密度每平方公里26人。

33°19′S 71°25′W / 33.317°S 71.417°W